# اتفاق غزة أريحا
إتفاق غزة-أريحا، والمعنون رسميا باسم إتفاق حول قطاع غزة ومنطقة أريحا، وقّع في 4 مايو 1994 لاحقا لإتفاقية أوسلو، وفيه خلص الأطراف إلى تفاصيل الحكم الذاتي الفلسطيني. يعرف الإتفاق باسم إتفاق القاهرة 1994.
أعطت الإتفاقية حكم ذاتي فلسطيني محدود في الضفة الغربية وقطاع غزة خلال 5 سنوات. وتبعا لهذه المعاهدة وعدت إسرائيل بالإنسحاب جزئيا من أريحا في الضفة الغربية وجزئياً من قطاع غزة خلال ثلاثة أسابيع من تاريخ التوقيع. أنشئت السلطة الفلسطينية والتي أصبح ياسرعرفات أول رئيس لها في الخامس من يوليو 1994. الأجزاء الأخرى من الإتفاق كانت بروتوكول العلاقات الإقتصادية (بروتوكول باريس) وإنشاء قوات الشرطة المدنية الفلسطينية. ينظم بروتوكول باريس العلاقات الإقتصادية بين إسرائيل والسلطة الفلسطينية، ولكنه عمليا ينظم الإقتصاد الفلسطيني ضمن الإقتصاد الإسرائيلي.
تم ضمّ هذا الإتفاق وحل محله إتفاق أوسلو 2، المعروف رسميا باسم الإتفاق المرحلي على الضفة الغربية وقطاع غزة، الموقع في 24 و28 سبتمبر 1995.

## وصلات خارجية
- Text on unispal: Agreement on the Gaza Strip and the Jericho Area
- نص اتفاق حول قطاع غزة ومنطقة أريحا، المقتفي، منظومة القضاء والتشريع في فلسطين - جامعة بيرزيت